# Episodi di Stargate SG-1 (seconda stagione)
La seconda stagione della serie televisiva di fantascienza Stargate SG-1 è composta da 22 episodi e fu trasmessa per la prima volta negli Stati Uniti dal 26 giugno 1998 sulla rete televisiva Showtime; nel corso della stagione la serie fu trasmessa anche sulla rete inglese Sky One, che anticipando (dall'episodio 15) la messa in onda rispetto alla prima visione su Showtime, mise in onda l'ultimo episodio il 10 febbraio 1999.
In Italia la serie fu trasmessa su Telemontecarlo a partire 13 febbraio 2000. La messa in onda fu interrotta con l'episodio 14, il 4 giugno 2000, e vennero saltati gli episodi 11 e 12. Gli episodi inediti furono poi trasmessi sulla stessa emittente (nel frattempo diventata LA7) dal 26 luglio 2001 al 17 agosto 2001. L'episodio 20, non trasmesso in precedenza, andò in onda solo il 2 ottobre 2003 sul canale satellitare Fox ed in chiaro su La7 il 15 novembre 2007.

La trama riprende esattamente dall'ultimo episodio della prima stagione, che assieme al primo di questa costituiscono un'unica entità narrativa.
Il cast stabile della seconda stagione è rimasto inalterato e comprende Richard Dean Anderson nella parte del colonnello dell'Aviazione Jack O'Neill, Michael Shanks nei panni del dottor Daniel Jackson, Amanda Tapping nel ruolo del capitano Samantha Carter e Christopher Judge che interpreta l'alieno Teal'c. La squadra dell'SG-1 è comandata dal generale George Hammond, interpretato da Don S. Davis.
| nº | Titolo originale    | Titolo italiano            | Prima TV U.S.A.   | Prima TV Italia  |
| -- | ------------------- | -------------------------- | ----------------- | ---------------- |
| 1  | The Serpent's Lair  | Attacco alla Terra         | 26 giugno 1998    | 13 febbraio 2000 |
| 2  | In the Line of Duty | Il sicario                 | 3 luglio 1998     | 26 marzo 2000    |
| 3  | Prisoners           | Prigionieri                | 10 luglio 1998    | 2 aprile 2000    |
| 4  | The Gamekeeper      | Realtà virtuale            | 17 luglio 1998    | 9 aprile 2000    |
| 5  | Need                | Il sarcofago               | 24 luglio 1998    | 16 aprile 2000   |
| 6  | Thor's Chariot      | Il carro trionfale di Thor | 31 luglio 1998    | 23 aprile 2000   |
| 7  | Message in a Bottle | Messaggio alieno           | 7 agosto 1998     | 30 aprile 2000   |
| 8  | Family              | La vendetta                | 14 agosto 1998    | 7 maggio 2000    |
| 9  | Secrets             | Fuga di notizie            | 21 agosto 1998    | 14 maggio 2000   |
| 10 | Bane                | Veleno                     | 25 settembre 1998 | 21 maggio 2000   |
| 11 | The Tok'ra: Part 1  | Simbiosi: Parte 1          | 2 ottobre 1998    | 26 luglio 2001   |
| 12 | The Tok'ra: Part 2  | Simbiosi: Parte 2          | 9 ottobre 1998    | 26 luglio 2001   |
| 13 | Spirits             | Il pianeta degli spiriti   | 23 ottobre 1998   | 28 maggio 2000   |
| 14 | Touchstone          | Pietra di paragone         | 30 ottobre 1998   | 4 giugno 2000    |
| 15 | The Fifth Race      | La quinta razza            | 22 gennaio 1999   | 9 agosto 2001    |
| 16 | A Matter of Time    | Stato di massima gravità   | 29 gennaio 1999   | 10 agosto 2001   |
| 17 | Holiday             | Inversione di corpi        | 5 febbraio 1999   | 13 agosto 2001   |
| 18 | The Serpent Song    | Il canto del serpente      | 12 febbraio 1999  | 14 agosto 2001   |
| 19 | One False Step      | Un passo falso             | 19 febbraio 1999  | 15 agosto 2001   |
| 20 | Show and Tell       | Mostra e racconta          | 26 febbraio 1999  | 2 ottobre 2003   |
| 21 | 1969                | Viaggio nel tempo          | 5 maggio 1999     | 16 agosto 2001   |
| 22 | Out of Mind         | In trappola                | 12 maggio 1999    | 17 agosto 2001   |

## Attacco alla Terra
- Titolo originale: The Serpent's Lair
- Diretto da: Jonathan Glassner
- Scritto da: Brad Wright

### Trama
Il figlio di Apophis Klorel nel corpo di Skaara sta per attaccare la Terra, ma in sprezzo degli ordini ricevuti a bordo si trova la squadra SG-1, che ha minato la nave. L'arrivo di Apophis stesso a bordo di una seconda nave rende necessaria una modifica dei piani. L'SG-1 viene catturato, ma liberato da Bra'tac, un Jaffa al servizio di Klorel ed amico di Teal'c, che ha in progetto di far combattere le due navi Goa'uld fra loro. Nel frattempo gli attacchi missilistici terrestri sono inefficaci e generale Hammond sta evacuando la base attraverso lo Stargate.

## Il sicario
- Titolo originale: In the Line of Duty
- Diretto da: Martin Wood
- Scritto da: Robert C. Cooper

### Trama
Durante una missione il capitano Samantha Carter viene aggredita da un simbionte Goa'uld che penetra nel suo organismo attraverso la bocca. Posseduta dal simbionte, Carter tenta di dissimulare la situazione ma viene scoperta dalla piccola Cassandra e catturata. Rivela così di chiamarsi Jolinar e di appartenere ad una fazione ribelle dei Goa'uld denominata Tok'ra, che si oppone ai Signori del Sistema. Ma sulle sue tracce si trova un cacciatore assassino, che per uccidere Jolinar non si farà fermare da scrupoli per la vita di Carter.

## Prigionieri
- Titolo originale: Prisoners
- Diretto da: David Warry-Smith
- Scritto da: Terry Curtis Fox

### Trama
I membri dell'SG-1 soccorrono un uomo in fuga, ma scoprono troppo tardi che si tratta di un criminale inseguito dalla giustizia, e vengono reclusi nella prigione sotterranea di Adante, la cui unica uscita è uno Stargate privo di DHD. Mentre falliscono le negoziazioni del generale Hammond per ottenere la liberazione della squadra, Samantha Carter nel carcere stringe amicizia con Linnea, una prigioniera che sembra avere la chiave per accedere ad una fonte di energia che potrebbe riattivare lo Stargate e farli fuggire.
Grazie a tale fonte di energia, che Sam riconosce come una fusione fredda, la squadra riesce ad attivare ed attraversare lo stargate, dirigendosi su un pianeta meta d'esplorazione di un'altra squadra SG, dalla quale ottengono il trasmettitore per aprire l'iride e rientrare sulla Terra.
Tornati alla base, Linnea dimostra un grande interesse per le informazioni sullo stargate e sui mondi scoperti e, messo fuori combattimento il capitano Carter, si infiltra nei computer della base per carpirne il più possibile; nel frattempo, un prigioniero fuggito per caso assieme alla squadra, li avverte che la donna è in realtà la responsabile della morte di gran parte della popolazione del suo pianeta: la squadra tenta di fermarla, ma la distruttrice di mondi ha manomesso i sistemi di controllo dello stargate e riesce a fuggire.

## Realtà virtuale
- Titolo originale: The Gamekeeper
- Diretto da: Martin Wood
- Scritto da: Jonathan Glassner e Brad Wright

### Trama
La squadra di O'Neill è in missione in un gradevole mondo verde, i cui abitanti sono però inconsci e collegati a strane macchine. La squadra stessa viene catturata e connessa a questi dispositivi, che li precipitano in una realtà virtuale in cui vivono ripetutamente esperienze traumatiche del loro passato, mentre un misterioso personaggio, il Guardiano, tenta di convincerli di riscrivere i fatti accaduti. Il team rifiuta di partecipare a questo gioco e viene rimandato sulla Terra, dove fa rapporto al generale Hammond. Ma il generale si comporta in modo strano, ed in effetti la SG-1 sta ancora vivendo una esperienza virtuale.
- Special guest star: Dwight Schultz (Guardiano)
- Il soggetto delle macchine della realtà virtuale ha molte similitudini con la serie di Matrix.

## Il sarcofago
- Titolo originale: Need
- Diretto da: David Warry-Smith
- Scritto da: Robert C. Cooper e Damian Kindler

### Trama
In una missione su P3R-636 Daniel Jackson salva la vita della Principessa Shyla, ma per un malinteso viene condannato da Re Pryus, ai lavori forzati nella miniera di Naquadah insieme alla squadra SG-1. Shyla, per salvare la vita di Jackson ferito durante una fuga, lo pone nel sarcofago dell'astronave a piramide Goa'uld, in cui vivono, e poi lo trattiene con sé. Se ne invaghisce e decide di farne il suo sposo, fiaccandone la volontà mediante i poteri del sarcofago.

## Il carro trionfale di Thor
- Titolo originale: Thor's Chariot
- Diretto da: William Gereghty
- Scritto da: Katharyn Powers

### Trama
O'Neill ed i suoi uomini rispondono ad una chiamata di soccorso proveniente da Cimmeria: la squadra SG-1 scopre che i Goa'uld stanno per invadere il pianeta. L'unico modo per salvare i Cimmeriani è trovare la Sala del Potere di Thor.

## Messaggio alieno
- Titolo originale: Message in a Bottle
- Diretto da: David Warry-Smith
- Scritto da: Michael Greenburg e Jarrad Paul

### Trama
Durante l'esplorazione di un nuovo pianeta, la squadra SG-1 riporta un oggetto sferico di metallo che potrebbe contenere delle preziose informazioni. Quest'ultimo aggredisce O'Neill e comincia a nutrirsi delle infrastrutture del Comando Stargate.

## La vendetta
- Titolo originale: Family
- Diretto da: William Gereghty
- Scritto da: Katharyn Powers

### Trama
Bra'tac torna sulla Terra per comunicare a Teal'c che suo figlio è stato rapito da Apophis. Costui pensa di servirsi del piccolo per immettere sulla Terra un'arma biologica dagli effetti devastanti.

## Fuga di notizie
- Titolo originale: Secrets
- Diretto da: Duane Clark
- Scritto da: Terry Curtis Fox

### Trama
Su Abidos, Daniel ritrova Kasuf e la moglie Sha're, la quale aspetta un figlio da Apophis. Inoltre sul pianeta arrivano le truppe di Heru-ur, uno dei più acerrimi nemici di Apophis. Sulla Terra O'Neill viene avvicinato da un giornalista, il quale dichiara di essere a conoscenza dell'esistenza dello stargate.

## Veleno
- Titolo originale: Bane
- Diretto da: David Warry-Smith
- Scritto da: Robert C. Cooper

### Trama
Teal'C viene assalito da una specie estremamente aggressiva di insetti giganti. Sulla Terra, il suo DNA comincia a subire dei profondi mutamenti, allo scopo di costringere il suo corpo a produrre nuovi insetti.

## Simbiosi: Parte 1
- Titolo originale: The Tok'ra: Part 1
- Diretto da: Brad Turner
- Scritto da: Jonathan Glassner

### Trama
Sam ha una visione che la porta a conoscere l'ubicazione di un gruppo di Tok'ra. Hammond organizza una spedizione, ma l'incontro con i Goa'uld ribelli non è dei migliori.

## Simbiosi: Parte 2
- Titolo originale: The Tok'ra: Part 2
- Diretto da: Brad Turner
- Scritto da: Jonathan Glassner

### Trama
Sam pensa di chiedere al padre morente di diventare il nuovo ospite per Selmak, un Tok'ra morente. Jacob accetta. Ma bisogna fare in fretta perché un Tok'ra traditore ha venduto i suoi amici ai Goa'uld.

## Il pianeta degli spiriti
- Titolo originale: Spirits
- Diretto da: Martin Wood
- Scritto da: Tor Alexander Valenza

### Trama
Su un pianeta dove vive una tribù d'origine indiana, i Salish, è stata scoperta la presenza di un minerale molto raro e utile all'SGC, il Trinium, cento volte più leggero e resistente dell'acciaio. Quando le squadre SG chiedono di estrarre più minerale di quello che è naturalmente possibile raccogliere dai letti dei fiumi gli indigeni consultano gli "spiriti", presenze per loro fonte di ispirazione e devozione, i quali vieteranno ulteriori estrazioni del minerale. Ricevendo ordini superiori il generale Hammond imporrà di continuare le estrazioni del minerale, venendo meno alla parola data ai Salish. Le estrazioni verranno fermate dagli "spiriti" che si riveleranno essere una progreditissima popolazione aliena che vive sullo stesso pianeta dei Salish e che li protegge silenziosamente.

## Pietra di paragone
- Titolo originale: Touchstone
- Diretto da: Brad Turner
- Scritto da: Sam Egan

### Trama
Dal pianeta Madrona viene sottratto un manufatto in grado di controllare il clima e la squadra SG-1 è accusata del furto.

## La quinta razza
- Titolo originale: The Fifth Race
- Diretto da: David Warry-Smith
- Scritto da: Robert C. Cooper

### Trama
O'Neill viene in contatto con un manufatto alieno che gli trasferisce le conoscenze degli Antichi, coloro i quali hanno costruito la rete degli stargate. In seguito il colonnello incontra gli Asgard, una delle quattro razze più potenti della Via Lattea.

## Stato di massima gravità
- Titolo originale: A Matter of Time
- Diretto da: Jimmy Kaufman
- Scritto da: Misha Rashovich

### Trama
Mentre cercano di salvare un gruppo di ufficiali dell'SGC da un buco nero, i membri dell'SG-1 e l'intero pianeta Terra vengono minacciati dalla potente forza gravitazionale del buco stesso.

## Inversione di corpi
- Titolo originale: Holiday
- Diretto da: David Warry-Smith
- Scritto da: Tor Alexander Valenza

### Trama
Daniel Jackson cade vittima di un dispositivo che trasferisce la sua coscienza nel corpo di un altro uomo, di nome Ma'chello, che si trova in punto di morte. Ma'chello ha speso molti anni della sua vita a combattere i Goa'uld ed ora vuole continuare a vivere a spese di Daniel.

## Il canto del serpente
- Titolo originale: Serpent's Song
- Diretto da: Peter DeLuise
- Scritto da: Katharyn Powers

### Trama
Apophis chiede asilo al Comando Stargate dopo essere stato catturato e torturato da Sokar, un altro Signore del Sistema. La presenza del nemico scatena reazioni contrastanti fra i membri della squadra.

## Un passo falso
- Titolo originale: One False Step
- Diretto da: William Corcoran
- Scritto da: Michael Kaplan e John Sanborn

### Trama
Un piccolo aereo telecomandato, chiamato UAV, in ricognizione, si schianta, danneggiando una pianta, su un pianeta abitato da strani umanoidi dipinti a strisce bianche, che ripetono muti, con simpatia ogni gesto che la SG-1 fa. La pianta vive in simbiosi con gli alieni ed emette ultrasuoni che li mantiene in vita ma dopo lo scontro con l'UAV, l'ultrasuono si è alterato, provocando una malattia mortale negli alieni ed una emicrania nei terrestri, che fa litigare O'Neill e Jackson in modo insolito.

## Mostra e racconta
- Titolo originale: Show and Tell
- Diretto da: Peter DeLuise
- Scritto da: Jonathan Glassner

### Trama
Un ragazzino si presenta al Comando Stargate e preannuncia l'imminente invasione da parte dei Re'tu (una razza non umanoide in conflitto con i Goa'uld).

## Viaggio nel tempo
- Titolo originale: 1969
- Diretto da: Charles Correll
- Scritto da: Brad Wright

### Trama
Prima di un normale viaggio attraverso lo Stargate il generale Hammond consegna a Carter un misterioso biglietto. Dopo essere giunti a destinazione i quattro si accorgono di trovarsi nel passato, esattamente nel 1969. Qui incontrano il giovane tenente Hammond che li aiuterà a fuggire per permettergli di tornare al futuro. Il generale Hammond del loro tempo aveva aspettato 30 anni il momento in cui l'SG-1 si sarebbe persa nel tempo, e aveva preventivamente escogitato un piano per farli tornare indietro: sul misterioso biglietto, infatti, sono presenti le coordinate temporali favorevoli al loro ritorno, sfruttando delle eruzioni solari.

## In trappola
- Titolo originale: Out of Mind
- Diretto da: Martin Wood
- Scritto da: Jonathan Glassner e Brad Wright

### Trama
Risvegliatosi da una sospensione criogenica, O'Neill scopre che sono trascorsi 79 anni. Il colonnello ben presto capisce di essere, insieme a Daniel e Sam, prigioniero dei Goa'uld, i quali vogliono ottenere informazioni. Durante la fuga i tre vengono bloccati da Hathor.